# Gigi Hangach
Gigi Hangach – amerykańska piosenkarka. Jest wokalistką heavymetalowego zespołu Phantom Blue.

## Dyskografia

### Phantom Blue
- Phantom Blue (1989)
- Built to Perform (1993)
- Prime Cuts & Glazed Donuts (1995)
- Caught...Live! (1997)